# Cordeleros de Jávea
Cordeleros de Jávea es un cuadro realizado en 1898 por el pintor valenciano Joaquín Sorolla.

## Descripción
Se trata de una obra realizada durante la segunda estancia del pintor en Jávea, época en la que trataba detener el transcurso del tiempo, de ahí el intentar, como en este caso, fijar cada rayo de sol en la pintura.
Muestra un muchacho de perfil dando vueltas a un gran carrete, donde se enrollan las cuerdas, protegido del sol por un cañizo. En el fondo aparecen tres trabajadores más trenzando el esparto. Detrás está la playa con algunas barcas en la orilla. De aparente temática costumbrista o rural, sirve como pretexto para recoger la plenitud solar y el movimiento de la luz en el espacio. No se busca el detalle, sino capturar la fugacidad, y así las figuras se presentan esbozadas.
Los brochazos son fluidos, menos forzados, lo que permite captar la luz de forma espontánea. En los colores, se destierran los ocres, marrones y grises que hasta entonces había utilizado para el paisaje.